# Џарвис
Острво Џарвис (енгл. Jarvis Island) је мало острво у Тихом океану, на пола пута између Хаваја и Кукових острва. Острво је ненастањено и њиме управља Управа за лов и риболов САД (United States Fish and Wildlife Service).
Има површину од 4,5 км² и лежи на координатима 0° 22′ 0" јужне географске ширине и 160° 3′ 0" западне географске дужине.
На острву се налази и повремено насеље Милерсвиле.